# Floridska struja
Floridska struja je topla morska struja koja iz Meksičkog zaljeva teče u Atlantski ocean. Struju je istražio još 1513. godine španjolski istraživač Juan Ponce de León.
Ova struja rezultat je dotoka vodenih masa iz Atlantika u Karipsko more gdje kao Karipska struja teče uz obale Srednje Amerike i kroz Yucatanski kanal ulazi u Meksički zaljev. Ovdje se još zagrijava i krećući se prema istoku, teče kroz Floridski prolaz, između Floride i Kube. Zatim nastavlja prema sjeveru između istočne obale Sjedinjenih Američkih Država i Bahama. Sjeverno od Bahama ujedinjuje se s Antilskom strujom i formira Golfsku struju.
Floridskom strujom kreće se oko 32x106 m3 vode u sekundi brzinom od 1,8 metara u sekundi. Ovu struju se ponekad, netočno, poistovjećuje s Golfskom strujom.